# 跃进水库 (天长)
跃进水库是中国安徽省滁州市天长市境内的一座水库，位于淮河水系杨村河上，建于1974年。水库正常库容为2000万立方米，集雨面积为70平方千米，海拔为23米。